# 英格蘭北部足球聯賽
英格蘭北部聯賽（英語：Northern Football League），是英格蘭的由半職業及業餘球會參賽的地區足球聯賽，列於英格蘭足球聯賽系統之下第9級別及第10級別。

## 參賽球隊（2024/25）
| 甲組                                    | 24/25球季成績             |
| --------------------------------------- | ------------------------- |
| 雷德卡竞技（Redcar Athletic）           | 第 1 位（升級）           |
| 希尔登（Shildon）                       | 第 2 位                   |
| 宝来流浪（Boro Rangers）                | 第 3 位                   |
| 纽卡斯尔蓝星（Newcastle Blue Star）     | 第 4 位                   |
| 布莱斯镇（Blyth Town）                  | 第 5 位（通過附加賽升級） |
| 肯德爾鎮（Kendal Town）                 | 第 6 位                   |
| 纽卡斯尔本菲尔德（Newcastle Benfield）  | 第 7 位                   |
| 北希爾茲（North Shields）               | 第 8 位                   |
| 惠特利灣（Whitley Bay）                 | 第 9 位                   |
| 騙子鎮（Crook Town）                    | 第 10 位                  |
| 吉斯保罗夫镇（Guisborough Town ）       | 第 11 位                  |
| 西奧克蘭鎮（West Auckland Town）        | 第 12 位                  |
| 艾灵顿煤矿（Easington Colliery）        | 第 13 位                  |
| 馬斯克聯（Marske United）               | 第 14 位                  |
| 諾斯阿勒頓鎮（Northallerton Town）      | 第 15 位                  |
| 维尔特莱镇（Birtley Town）              | 第 16 位                  |
| 彭里斯（Penrith）                       | 第 17 位                  |
| 卡莱尔市（Carlisle City）               | 第 18 位                  |
| 西配发凯尔特人（West Allotment Celtic） | 第 19 位                  |
| 惠克姆（Whickham）                      | 第 20 位                  |
| 锡厄姆红星（Seaham Red Star）           | 第 21 位（降級）          |
| 托洛鎮（Tow Law Town）                  | 第 22 位（降級）          |

## 外部連結
- Official website （页面存档备份，存于）